# Obština Slivnica
Obština Slivnica (bulharsky Община Сливница) je bulharská jednotka územní samosprávy v Sofijské oblasti. Leží v západním Bulharsku, v Sofijské kotlině, jedné ze Zabalkánských kotlin, a na severních svazích okolních pohoří. Správním střediskem je město Slivnica, kromě něj zahrnuje obština 12 vesnic. Žije zde zhruba 8 tisíc stálých obyvatel.

## Sídla
- Aldomirovci[p 1]
- Bachalin
- Bărložnica
- Bratuškovo
- Dragotinci
- Gălăbovci
- Gurguljat
- Izvor
- Pištane
- Povalirăž
- Radulovci
- Rakita
- Slivnica[p 2] (sídlo správy)

## Sousední obštiny
| Růžice kompasu |                  | Dragoman |            | Růžice kompasu |
| Růžice kompasu |                  | Sever    | Kostinbrod | Růžice kompasu |
| Růžice kompasu | Obština Slivnica |          | Kostinbrod | Růžice kompasu |
| Růžice kompasu | Jih              |          | Kostinbrod | Růžice kompasu |
| Růžice kompasu | Breznik          |          | Božurište  | Růžice kompasu |

## Obyvatelstvo
V obštině žije 7 928 stálých obyvatel a včetně přechodně hlášených obyvatel 8 978. Podle sčítáni 1. února 2011 bylo národnostní složení následující:
- Bulhaři: 9 000 (98.1 %)
- Romové: 154 (1.7 %)
- Turci: 6 (0.1 %)
- ostatní: 17 (0.2 %)